# الدوري التايلاندي الممتاز 2010
الدوري التايلاندي الممتاز 2010 (بالتايلندية: ไทยพรีเมียร์ลีก ฤดูกาล 2553)‏ هو الموسم 14 من الدوري التايلاندي الممتاز. أقيم خلال الفترة 26 يونيو 2010 وحتى 24 أكتوبر 2010، وأشرف على تنظيمه اتحاد تايلاند لكرة القدم، وكان عدد الأندية المشاركة فيه 16، وفاز فيه نادي موانغتونغ يونايتد.